# Клијентом усмерена терапија
Клијентом усмерена терапија је врста терапије (саветовања) особена по томе што терапеут није доминантан актер, неприкосновени ауторитет који клијенту одређује дијагнозу, диригује током разговора, тумачи његове исказе и даје савете за решење проблема. У овој врсти терапије, нагласак се ставља на клијента, који је активан субјект властитог преображаја у процесу саветовања. За стицање увида и унутрашњу промену клијента најважнији је нов приступ односа социјални радник⎯клијент који није однос родитељ⎯дете, није однос учитељ⎯ученик или верски вођа⎯следбеник већ је најближи сарадничком односу.